# Мількове (аеропорт)
Мількове (ICAO: UHPM) — місцевий аеропорт, розташований за 4 км на північний захід від с. Мількове у Камчатському краї.
Аеропорт здатний приймати літаки типу Ан-2, Ан-12, Ан-24, Ан-26, Ан-28, Ан-32, Ан-74, Л-410 та гелікоптери усіх типів.